# Leonid Radvinsky
Leonid "Leo" Radvinsky (en ukrainien : Леонід Радвінський), né en mai 1982,, est un homme d'affaires ukraino-américain installé en Floride, pornographe et programmeur informatique. 
Il est le fondateur du site de webcams MyFreeCams via sa société holding, Mfcxy, Inc., et le propriétaire majoritaire du service d'abonnement OnlyFans. 
Il exploite un fonds de capital risque appelé « Leo », fondé en 2009, qui investit principalement dans des entreprises technologiques, dont Anywhere Software, basé en Israël. Radvinsky est un partisan du langage de programmation informatique Elixir.

## Formation
Leonid Radvinsky est diplômé de l'université Northwestern (Illinois). Il est issu d’une famille juive.

## Réputation
En 2004, Microsoft poursuit Radvinsky pour avoir prétendument envoyé des millions d'e-mails trompeurs aux utilisateurs de Outlook.com ; l'affaire est finalement classée.
En 2018, il achète une participation de 75 % dans la société mère d'OnlyFans, Fenix International Ltd., à son fondateur britannique Tim Stokely. Après cela, OnlyFans s'est de plus en plus concentré sur le contenu Not safe for work (NSFW) et « a acquis la réputation de la culture pop d'être une ruche de pornographie ». En mai 2021, The Guardian décrit Radvinsky comme un«  vétéran de la pornographie en ligne basé aux États-Unis qui choisit en grande partie d'éviter les médias ».
En juin 2021, Forbes révèle qu'à la fin des années 1990 et au début des années 2000, Radvinsky dirigeait un certain nombre de sites Web qui prétendaient fournir des mots de passe « illégaux » et « piratés » à des sites pornographiques, y compris ceux qui étaient annoncés comme mettant en vedette des artistes mineurs, et un pour « le site de zoophilie le plus chaud du web ».
Selon le média d'investigation The Lever (en), lui et sa femme auraient fait une promesse de don de 11 millions de dollars à l'AIPAC. Toujours selon The Lever, il s'agit de la plus grosse promesse de don enregistrée fin 2023 par le principal lobby pro-israélien aux États-Unis. Cette promesse de don, dont il dément être à l'origine, entraîne des appels au boycott d'OnlyFans de la part d'une partie de ses usagers, sensibles à la cause palestinienne. 